# Paul Auguste Ernest Laugier
Pour les articles homonymes, voir Laugier.
Paul Auguste Ernest Laugier, né le 22 décembre 1812 à Paris et mort le 5 avril 1872, est un astronome français.

## Biographie
Fils du chimiste André Laugier (1770-1832), il est admis à l’École Polytechnique en 1832, dont il sort (X1832) en 1834 pour entrer à l’Observatoire de Paris comme élève astronome, sous la direction de François Arago, qui lui obtient un poste à l’Observatoire. En 1843, âgé de 31 ans, il remplace son ancien professeur Savary à l’Académie des Sciences, et est attaché, la même année, au Bureau des Longitudes, dont il devient membre titulaire en 1862. En 1848, il est nommé examinateur à l'École navale.
Longtemps associé à Arago dans les recherches sur la physique terrestre, il a été pendant quelques années président de l'Académie des sciences. Il a fait d’importantes découvertes en ce qui concerne le magnétisme, les comètes, les éclipses, les météores, et des taches solaires. Il a apporté des améliorations dans des horloges astronomiques ; déterminé exactement la latitude de l’Observatoire de Paris (1853) en corrigeant de précédentes erreurs ; publié un catalogue de 53 nébuleuses, et un autre (1857) de la déclinaison de 140 étoiles, et consacrait la plus grande partie de ses loisirs à la publication de papiers d’astronomie dans le journal Connaissance des temps. Avec son beau-père, il exécutait lui-même les calculs les plus délicats, qui ne pouvaient être confiés à des calculateurs ordinaires.
Décrit comme « un modèle de droiture ; caractère froid, calme et réservé … d’une grande bonté et surtout infaillible dans l'honneur », il avait épousé Lucie Mathieu, la fille de l'astronome Claude-Louis Mathieu, dont il eut deux fils, Paul, qui devint préfet, et Pierre, sociétaire de la Comédie-Française.

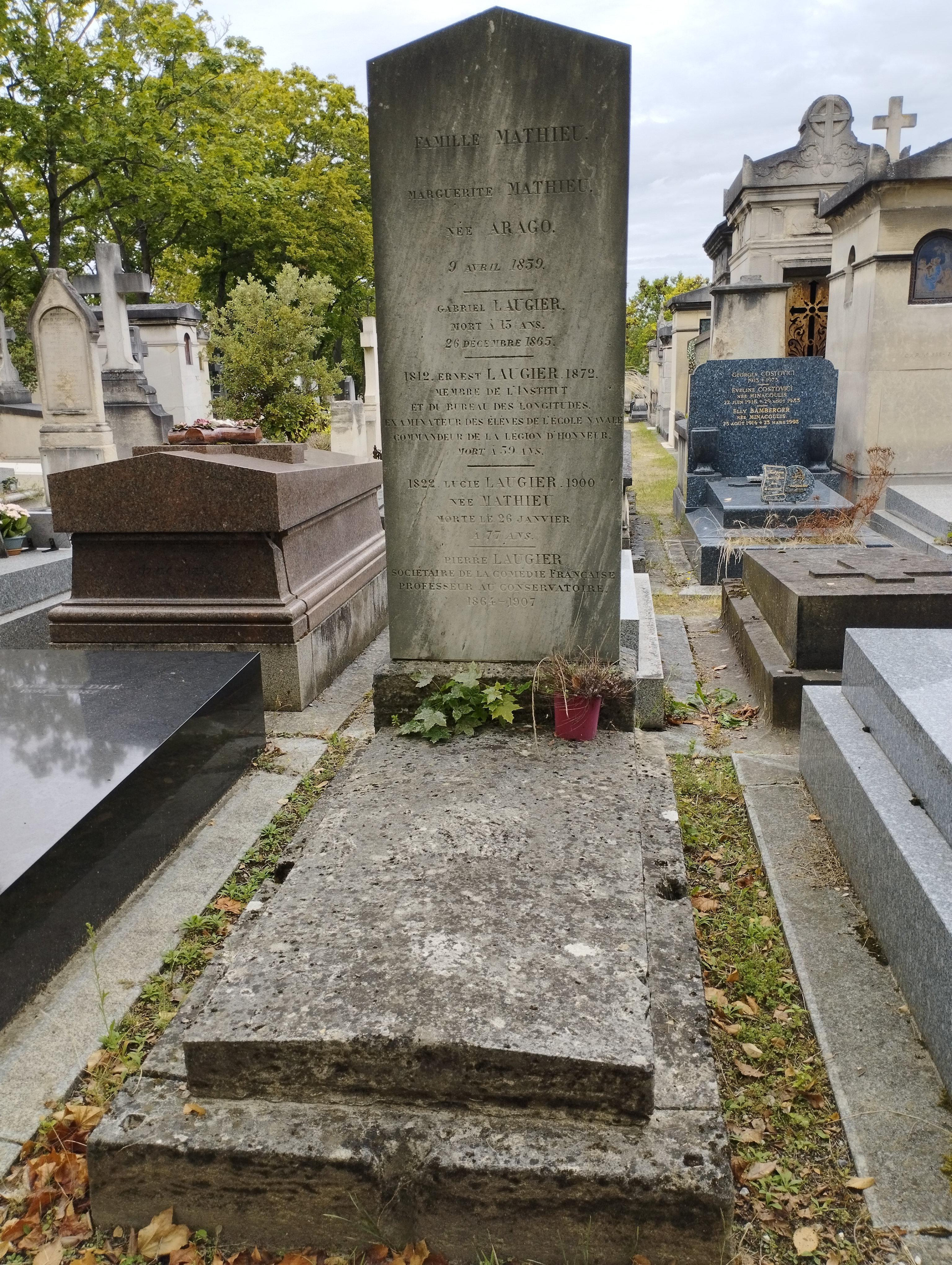
Tombe de Paul Auguste Ernest Laugier au cimetière du Montparnasse (division 10).

Il est inhumé au cimetière du Montparnasse (division 10).

## Publications
- « Note sur la première comète de 1301 », Comptes rendus hebdomadaires des séances de l’Académie des sciences, no 15,‎ 1842, p. 949-951 (lire en ligne, consulté le 3 janvier 2018) .
- « Notice sur l’apparition de la comète de Halley en 1378 », Comptes rendus hebdomadaires des séances de l’Académie des sciences, no 16,‎ 1843, p. 1003-1006 (lire en ligne, consulté le 3 janvier 2018) .
- « Mémoire sur quelques comètes anciennes : éléments orbitaux des comètes des années 568, 770, 1337, 1433, 1468, 1472, 1506 », Comptes rendus hebdomadaires des séances de l’Académie des sciences, no 22,‎ 1846, p. 148-156 (lire en ligne, consulté le 3 janvier 2018) .
- « Mémoire sur quelques anciennes apparitions de la comète de Halley, inconnues jusqu’ici », Comptes rendus hebdomadaires des séances de l’Académie des sciences, no 23,‎ 1846, p. 183-189 (lire en ligne, consulté le 3 janvier 2018).